# Caligus biaculeatus
Caligus biaculeatus is een eenoogkreeftjessoort uit de familie van de Caligidae. De wetenschappelijke naam van de soort is voor het eerst geldig gepubliceerd in 1914 door Brian.